# Jordi Amat i Fusté
Jordi Amat i Fusté (Barcelona, 12 d'octubre de 1978) és un escriptor, filòleg i crític literari català.

## Biografia
Llicenciat en filologia hispànica per la Universitat de Barcelona (2001) i format a la Unidad de Estudios Biográficos, les seves línies de recerca principals han estat la literatura autobiogràfica i la història intel·lectual catalana i espanyola del segle xx.
Com a escriptor, ha publicat biografies i llibres d'assaig. Va rebre el Premi d'Assaig Casa de América per la crònica Las voces del diálogo: poesía y política en el medio siglo i el Premi Gaziel de Biografies i Memòries per Els laberints de la llibertat: vida de Ramon Trias Fargas. També ha rebut el Premi Octavi Pellissa per escriure la biografia de Josep Benet, publicada el 2017, i el XXVIII Premio Comillas 2016 a l'obra La primavera de Múnich: esperanza y fracaso de una transición democrática. El 2020 va publicar El fill del xofer, descrit com un fenomen editorial de no-ficció, ja que en el primer mes se'n van vendre 30.000 exemplars.
Com a filòleg, s'ha especialitzat en l'anàlisi i edició d'autors i obres clau de la literatura de no-ficció hispànica: de Gaziel o Josep Pla fins a Camilo José Cela o Dionisio Ridruejo. Va catalogar l'arxiu epistolar de Guillem Díaz-Plaja i va donar a conèixer el fons documental de José María Valverde.
Va començar a exercir la crítica literària l'any 2002, al suplement Libros d'El Periódico de Catalunya; l'any 2009 va començar a col·laborar al suplement Cultura/S del diari La Vanguardia; i, entre 2014 i 2021 va escriure una columna d'opinió. Ha escrit a les principals revistes culturals del país. El setembre de 2021 es va incorporar a la secció d'Opinió d'El País. Entre febrer de 2022 i gener de 2024 fou coordinador de 'Quadern' d'El País. El gener de 2024 fou nomenat coordinador del suplement Babelia, del mateix diari.
És membre del consell assessor de la Biblioteca del Catalanisme de l'editorial RBA, investigador de la Càtedra Josep Pla i membre del consell de redacció de la revista VIA.

## Publicacions
- Luis Cernuda. Fuerza de soledad i Las voces del diálogo. Madrid: Espasa Calpe, 2002.
- Las voces del diálogo. Poesía y política en el medio siglo. Barcelona: Península, 2007 (Premi d'Assaig Casa de América). ISBN 8483077647.
- Dionisio Ridruejo: Casi unas memorias. Edició de Jordi Amat. Barcelona: Península, 2012.
- Roc Boronat, el republicà que va fundar el Sindicat de Cecs. Amb Betsabé Garcia. Barcelona: Pòrtic, 2008. ISBN 8498090385.
- Els Coloquios Cataluña-Castilla (1964-1971). Debat sobre el model territorial de l'Espanya democràtica. Barcelona: PAM, 2010.
- Els laberints de la llibertat: Vida de Ramon Trias Fargas. Barcelona: La Magrana, 2009 (Premi Gaziel de Biografies i Memòries). ISBN 8498674182.
- Querido amigo, estimado maestro: cartas a Guillermo Díaz-Plaja (1929-1984). Jordi Amat, Blanca Bravo Cela, Ana Díaz-Plaja Taboada (eds.). Barcelona: Universitat de Barcelona, 2009. ISBN 8447533867.
- El llarg procés: cultura i política a la Catalunya contemporània 1937-2014. Barcelona: Tusquets, 2015. ISBN 9788490660478.
- Un país a l'ombra. Vida de Josep Maria Vilaseca Marcet (1919-1995). Barcelona: L'Avenç, 2015. ISBN 978-84-88839-88-6.
- La primavera de Múnich. Esperanza y fracaso de una transición democrática. Barcelona: Tusquets, 2016.
- Com una pàtria. Vida de Josep Benet. Barcelona: Edicions 62, 2017. ISBN 9788429775549.
- La confabulació dels irresponsables. Barcelona: Anagrama, 2017.
- La conjura de los irresponsables. Barcelona: Anagrama, 2017.
- Largo proceso, amargo sueño. Cultura y política en la Cataluña contemporánea. Barcelona: Tusquets, 2018.

- El fill del xofer. Barcelona: Edicions 62, 2020.[12]
- El hijo del chofer. Barcelona: Tusquets, 2020.
- Vèncer la por: Vida de Gabriel Ferrater. Barcelona: Edicions 62, 2022. ISBN 9788429780116
- L'adversari. Emmanuel Carrère. Pròleg. Barcelona: Anagrama, 2022